# Otto Soemarwoto
Otto Soemarwoto (ur. 19 lutego 1926 w Purwokerto, zm. 1 kwietnia 2008 w Bandungu) – indonezyjski biolog.
Odbył studia licencjackie na Uniwersytecie Gadjah Mada (1954), gdzie był przez pewien czas zatrudniony jako wykładowca. Później studiował na Uniwersytecie Kalifornijskim w Berkeley, gdzie uzyskał doktorat z fizjologii roślin na podstawie rozprawy pt. The Relation of High-Energy Phosphate to Ion Absorption by Barley Roots. Następnie wrócił do swojego kraju i objął stanowisko profesora na Uniwersytecie Gadjah Mada.
W 1964 r. został mianowany dyrektorem Ogrodu Botanicznego w Bogor. W ramach grantu Fulbright (1981) przebywał przez rok na Uniwersytecie Kalifornijskim w Berkeley, gdzie wykładał w Katedrze Antropologii. W 1993 r. otrzymał doktorat honorowy holenderskiego Wageningen University & Research.

## Publikacje
- The Alang-Alang Problem in Indonesia
- Problems of High School Biology Teaching in Indonesia
- Ekologi, lingkungan hidup, dan pembangunan